# Francesca Van Belleghem
Francesca Van Belleghem, née le 6 janvier 1995 à Bruges, est une femme politique belge, membre du Vlaams Belang (VB).

## Biographie
Francesca Van Belleghem nait le 6 janvier 1995 à Bruges.
Aux élections législatives fédérales de 2024, Francesca Van Belleghem est élue à la Chambre des Représentants.